# Муту, Гаэтан
Гаэтан Муту (фр. Gaëtan Mootoo, 29 сентября 1952—25 мая 2018) — маврикийский правозащитник, ответственный исследователь по Западной Африке международной организации Amnesty International с 1986 года и до своей смерти.

## Биография
Гаэтан Муту родился в бедной семье, в Курепипе. Работал учителем и состоял в общественных организациях Маврикия: Институте развития и прогресса, движении Fiat, Христианском движении за социализм. С 1978 года учился в Парижском университете VIII (Венсен-Сен-Дени) изучал французскую литературу, получил степень в области естественнонаучного образования. Занимался популяризацией научного знания на Маврикии. В Amnesty International начал работать в 1986 году и стал исследователем этой организации, отвечающим за Западную Африку. В этом качестве расследовал злоупотребления, государственные преступления и нарушения прав человека (пытки, рабство, принудительные браки и т. д.). Работал в Чаде, Сенегале, Гвинее, Мали, Мавритании.
В феврале 1998 года Amnesty International опубликовала отчет по расследованию «Террор в Казамансе» — одному из первых, проведенных Муту. В отчете подробно описаны действия армии Сенегала и боевиков, воюющих за независимость юго-западной части Сенегала. «Сплошная ложь и противоречия … Amnesty International — это сборище безответственных гангстеров», — заявил в ответ на публикацию отчета президент Сенегала Абду Диуф.
В мае 1999 года, в сотрудничестве с двумя другими исследователями, Муту подготовил отчет о режиме Республики Того, президентом которой был Гнассингбе Эйадема. В нём утверждалось, что во время президентских выборов в июне 1998 года, сотни оппозиционеров в наручниках были сброшены с самолётов в море. Жак Ширак, сторонник Гнассингбе Эйадемы, осудил отчет как попытку манипуляции, а власти Того пригрозили подать в суд на Amnesty International.
Муту покончил с собой в парижском офисе Amnesty International в ночь на 25 мая 2018 года. Коллеги обнаружили его тело утром 26 мая. В предсмертной записке Муту утверждал, что из-за «большой дополнительной нагрузки» он обратился за помощью и не получил её. Французские власти постановили, что смерть Муту была несчастным случаем на рабочем месте, а в обзоре Джеймса Лэдди, королевского адвоката, специалиста по трудовому праву, говорится, что самоубийству способствовала «серьезная ошибка руководства».